# Giáo dục đại học tại Việt Nam

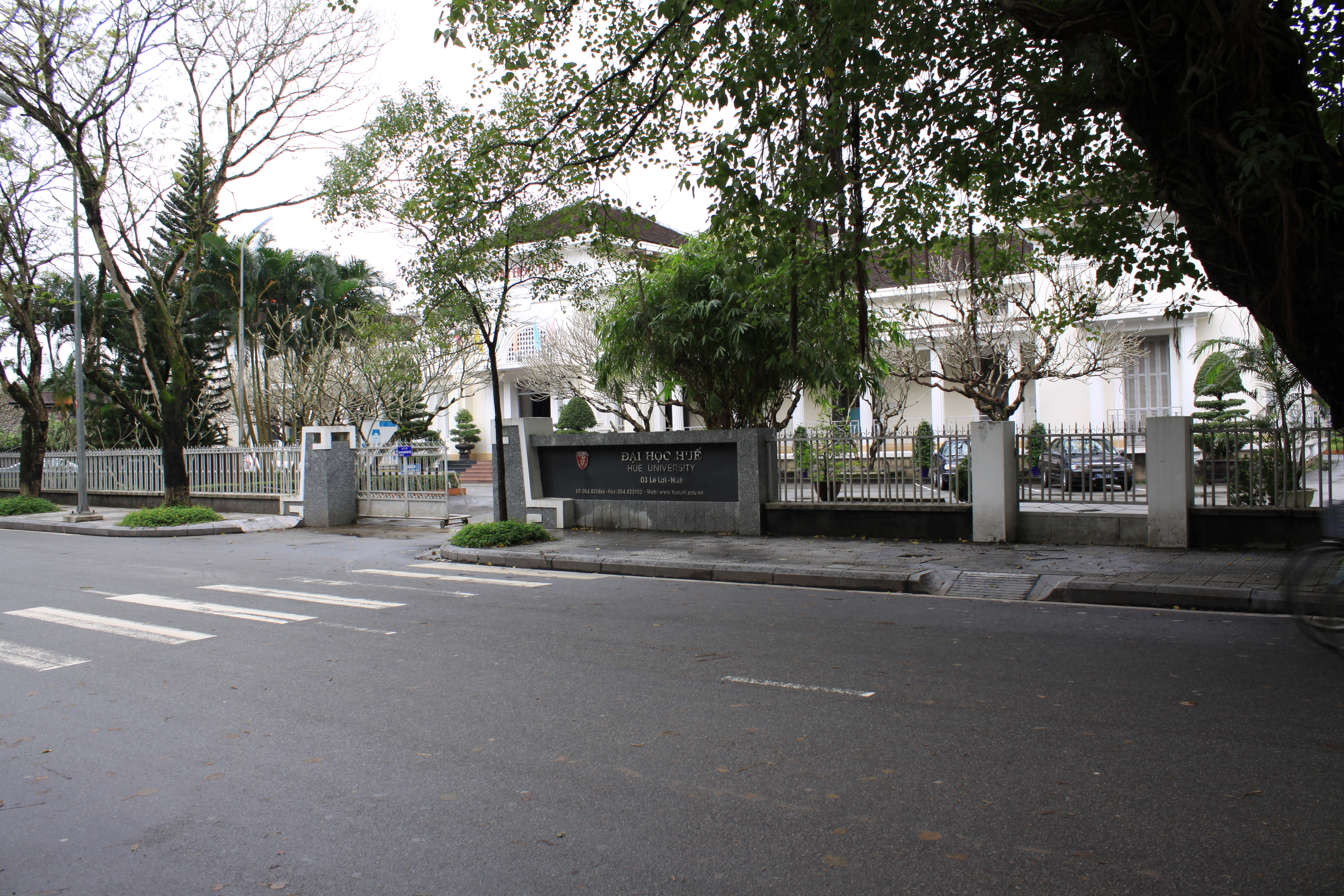
Một tòa nhà của Viện Đại học Huế (nay là Đại học Huế), ở số 3 đường Lê Lợi, thành phố Huế.

Các chính thể độc lập ở Việt Nam từ thế kỷ 20 nói chung đều nhấn mạnh đến công tác giáo dục và quyền được giáo dục của người dân, mặc dù triết lý giáo dục, mục tiêu giáo dục, và cách tổ chức thực hiện có khác nhau. Điều này thể hiện trong các tuyên bố của chính phủ Trần Trọng Kim thời Đế quốc Việt Nam, và trong các bản hiến pháp của Việt Nam Dân chủ Cộng hòa (1946 và 1959), Việt Nam Cộng hòa (1956 và 1967), và Cộng hòa Xã hội Chủ nghĩa Việt Nam (1980 và 1992). Riêng Hiến pháp Việt Nam Cộng hòa còn nói rõ "nền giáo dục đại học được tự trị."
Hiện tại, theo Bản tin cập nhật thị trường lao động Việt Nam quý II năm 2015 do Viện Khoa học Lao động Xã hội vừa công bố, con số lao động có trình độ đại học trở lên thất nghiệp vào khoảng gần 200 nghìn người, chiếm 17,4% số người thất nghiệp, hay khoảng 4% tổng số, thấp nhất trong các nhóm lao động có chuyên môn kỹ thuật. Sinh viên tốt nghiệp vẫn còn yếu về chuyên môn, thiếu năng lực thực tiễn và khả năng thích ứng trong môi trường cạnh tranh.

## Áp dụng học chế niên chế (1975-1987)
Năm 1975, sau chiến tranh, tất cả các cơ sở giáo dục đại học tư thục từng hoạt động ở miền Nam dưới chính thể Việt Nam Cộng hòa bị giải thể, các cơ sở giáo dục đại học công lập bị giải thể hoặc bị chia ra hay sắp xếp lại theo mô hình phân tán ngành học của Liên Xô; quyền tự trị đại học bị bãi bỏ. Giáo dục Việt Nam dưới các chính thể Việt Nam Dân chủ Cộng hòa và Cộng hòa Xã hội Chủ nghĩa Việt Nam, gồm cả giáo dục đại học, bị chính trị hóa, và hoàn toàn nằm dưới sự quản lý của nhà nước và Đảng Cộng sản Việt Nam. Điều 36 Hiến pháp Cộng hòa Xã hội Chủ nghĩa Việt Nam (1992) quy định "nhà nước thống nhất quản lý hệ thống giáo dục quốc dân về mục tiêu, chương trình, nội dung, kế hoạch giáo dục, tiêu chuẩn giáo viên, quy chế thi cử và hệ thống văn bằng."
Giáo dục đại học Việt Nam ở miền Bắc trước 1975 và ở cả nước sau 1975 tuân theo mô hình bao cấp giống như ở các nước xã hội chủ nghĩa khác. Đó là hệ thống áp dụng phương pháp đào tạo theo niên chế với các đặc điểm như sau:
1. Các lớp học được xếp theo khóa tuyển sinh, chương trình học được thiết kế chung cho mọi sinh viên cùng một khóa.
2. Đơn vị học vụ được tính theo năm học, cuối mỗi năm học những sinh nào đạt kết quả học tập theo quy định thì được lên lớp, sinh không đạt thì bị ở lại lớp (lưu ban) học cùng sinh viên khóa sau, tức là phải học lại thêm một năm học.
3. Tùy mức quan trọng của môn học việc đánh giá kết quả học tập thường theo hai cách: thi có cho điểm, và kiểm tra chỉ xác định đạt hay không đạt, không đạt phải kiểm tra lại. Không tính điểm trung bình chung, trong học bạ chỉ liệt kê điểm của các môn thi (được cho theo 5 bậc).

Giáo dục đại học Việt Nam cho đến 1985 cơ bản là giáo dục tinh hoa. Trong giai đoạn này vấn đề chất lượng giáo dục đại học hầu như không được đặt ra, khi sinh viên vốn đã được xem là thuộc hàng ưu tú, được chọn lọc cẩn thận ngay từ đầu vào với tỷ lệ sàng lọc khắt khe. Chất lượng đầu ra cũng được kiểm soát thông qua hoạt động thi cử, công nhận tốt nghiệp, và cấp phát văn bằng theo những quy định được áp đặt từ trên xuống. Việc kiểm soát chất lượng hoạt động được thực hiện thông qua hệ thống thanh-kiểm tra nhằm giám sát những hoạt động cốt lõi. Tuy nhiên, tác động và hiệu quả của hệ thống thanh-kiểm tra không cao, vì chỉ nhấn mạnh việc phát hiện và xử phạt những hoạt động cố tình làm sai lệch những quy định và chuẩn mực sẵn có, mà không đặt ra mục tiêu tìm hiểu để cải thiện liên tục và toàn diện nhằm đáp ứng ngày càng cao những yêu cầu thay đổi của cuộc sống.
Hàng năm nhà nước phân bổ chỉ tiêu tuyển sinh cho các cơ sở giáo dục đại học, căn cứ vào tính toán nhu cầu của các cơ quan và các địa phương. Căn cứ vào chỉ tiêu đó, ngân sách được phân bổ cho các bộ chủ quản, rồi các bộ rót tiền xuống cho các cơ sở giáo dục do mình quản lý. Sinh viên ra trường được nhà nước phân công công việc. Tình hình thay đổi kể từ năm 1987, khi những lĩnh vực trước đây thuộc khu vực công bắt đầu do "các thành phần kinh tế" khác đảm trách; biên chế không còn nhu cầu và sinh viên ra trường không có việc làm vì không còn được phân công về các cơ quan nhà nước. Điều này đã dẫn đến việc các cơ sở giáo dục đại học có nguy cơ tan rã, do "sinh viên không muốn học, thầy cô không muốn dạy".

## Áp dụng học chế học phần (1987-nay)
Cùng với công cuộc đổi mới kinh tế xã hội ở Việt Nam từ năm 1986, trong hệ thống giáo dục đại học Việt Nam cũng triển khai nhiều đổi mới. Mùa hè năm 1987, Bộ Đại học và Trung học Chuyên nghiệp triệu tập các hiệu trưởng và bí thư Đảng ủy các trường đại học về dự một hội nghị ở Nha Trang. Hội nghị đã thảo luận kế hoạch cải cách bao gồm bốn tiền đề đào tạo: Đào tạo không chỉ cho các cơ quan nhà nước mà còn cho cả các thành phần kinh tế; đào tạo theo dự báo về yêu cầu nhân lực trong tương lai; đào tạo phục vụ nhu cầu học tập của người dân, không kèm trách nhiệm phân công, sinh viên tự tìm việc làm; đào tạo đa dạng, có cả những loại hình đào tạo phi chính quy, không chỉ bằng ngân sách nhà nước mà còn thu học phí. Một trong những mục tiêu quan trọng của việc đổi mới giáo dục đại học tại Việt Nam thời gian này là tăng cường khả năng cung ứng của các cơ sở giáo dục, mở rộng tối đa cơ hội tiếp cận cho người học. Để đạt mục tiêu này, rất nhiều biện pháp đã được thực hiện, kết quả là số lượng người học cũng như các cơ sở giáo dục đại học của Việt Nam đã tăng lên một cách đột biến. Cũng trong thời kỳ này, chính quyền Cộng hòa Xã hội Chủ nghĩa Việt Nam bắt đầu sửa đổi chính sách phân loại "13 hạng thanh niên" trong tuyển sinh. Hội nhị cũng chủ trương triển khai trong các trường đại học quy trình đào tạo 2 giai đoạn và môdun-hoá kiến thức. Theo chủ trương đó, học chế học phần đã ra đời và được triển khai trong toàn bộ hệ thống các trường đại học và cao đẳng tại Việt Nam từ năm 1988 và quy chế này vẫn được áp dụng tới ngày nay (tồn tại song song với Phương pháp đào tạo theo hệ thống tín chỉ được áp dụng dè dặt từ năm 1993 và được chú trọng từ năm học 2005-2006). Học chế học phần có các đặc điểm cơ bản:
1. Bản chất của học chế này sự tích lũy dần (accumulation) kiến thức.
2. Kiến thức được module hóa thành các học phần. Học phần là một module kiến thức tương đối trọn vẹn và không quá lớn (thực chất học phần là một môn học nhỏ, tương ứng với thuật ngữ subject của Mỹ) có thể lắp ghép với nhau để tạo nên một chương trình đào tạo dẫn đến một văn bằng, người học có thể tích luỹ dần trong quá trình học tập.
3. Để đo lường kiến thức theo khối lượng lao động học tập của người học, khái niệm đơn vị học trình đã được đưa vào[8], đơn vị này về bản chất đồng nhất với khái niệm tín chỉ (credit) của Phương pháp đào tạo theo hệ thống tín chỉ của Hoa Kỳ. Theo quy định thì một chương trình dẫn đến bằng cử nhân 4 năm phải có khối lượng 210 đơn vị học trình.
4. Để làm cho các chương trình đào tạo mềm dẻo, có ba loại học phần được quy định: học phần bắt buộc phải học, học phần lựa chọn theo hướng dẫn của nhà trường và học phần tự chọn tuỳ ý. Ngoài ra cũng có quy định về việc được học thêm ngành đào tạo chính (major), ngành đào tạo phụ (minor) hoặc thêm văn bằng thứ hai.
5. Với tinh thần tích lũy kiến thức, mỗi học phần được đánh giá bằng một điểm (theo thang mười bậc) là kết quả tổng hợp của các đánh giá bộ phận và của một kỳ thi kết thúc. Có quy định điểm tối thiểu cần đạt được (thường là điểm 5) để xem như học phần được tích lũy. Kết quả học tập chung của học kỳ, năm học hoặc khóa học được đánh giá bằng điểm trung bình chung: đó là điểm trung bình của các học phần đã tích lũy với trọng số là số đơn vị học trình của từng học phần.

Để đảm bảo sự thống nhất chung của quy trình đào tạo trong toàn bộ hệ thống giáo dục đại học, Bộ giáo dục và đào tạo ban hành các Quy chế khung về đánh giá kết quả học tập, xét lên lớp, tốt nghiệp, để căn cứ vào đó từng trường đại học, cao đẳng xây dựng quy chế đánh giá kết quả học tập riêng của mình. Do sự vận dụng khác nhau tùy theo điều kiện và trình độ của từng trường, học chế học phần được thực hiện ở mỗi trường có các sắc thái khác nhau: khác nhau về mức độ thông tin cung cấp trước cho sinh viên về chương trình đào tạo, khác nhau về mức độ có sẵn các học phần để lựa chọn ở các trường, để học thêm các ngành đào tạo chính, ngành đào tạo phụ hoặc văn bằng thứ hai...
Học chế học phần ở Việt Nam cũng có cùng bản chất, đã chứa một số yếu tố của học chế tín chỉ của Mỹ, đó là tích lũy dần kiến thức được môđun hóa. Tuy nhiên, do những khó khăn về đời sống trong xã hội thời kì bao cấp nói chung và trong các trường đại học nói riêng, tính linh hoạt của nó chưa cao,chưa tận dụng triệt để các ý tưởng làm mềm dẻo quy trình đào tạo của Phương pháp đào tạo theo hệ thống tín chỉ. Do đó nó được gọi là sự kết hợp giữa học chế niên chế và học chế tí chỉ. Mặc dù vậy, trong giai đoạn 1986-2003, giáo dục đại học của Việt Nam chỉ chú trọng đến việc tăng cường nguồn lực (chủ yếu thông qua học phí do người học đóng góp và kinh phí cấp từ ngân sách nhà nước), mà chưa quan tâm đúng mức đến vai trò quan trọng của cơ chế, năng lực lãnh đạo và quản lý của toàn hệ thống để giám sát và đánh giá hiệu quả của việc sử dụng nguồn lực để đạt được mục tiêu mong muốn. Sau gần hai thập niên đổi mới với tỷ lệ ngân sách dành cho giáo dục tăng lên đều đặn, chất lượng giáo dục đã không những không tăng lên mà còn giảm sút.
Giáo dục đại học Việt Nam trải qua chuyển biến lớn vào đầu thập niên 1990 với sự ra đời của loại hình cơ sở giáo dục đại học được gọi là "đại học", gấn giống mô hình viện đại học hay university; mỗi "đại học" được thành lập trên cơ sở sáp nhập một số trường đại học đơn ngành đơn lĩnh vực.
Năm 2004 là mốc thời gian đánh dấu bước ngoặt của sự phát triển trong quản lý chất lượng giáo dục đại học của Việt Nam. Trong năm này, một loạt các văn bản quản lý nhà nước ở tầm quốc gia đã khẳng định rõ chủ trương đổi mới quản lý bằng cách áp dụng kiểm định chất lượng, một cách làm xuất phát từ nền giáo dục đại học Hoa Kỳ và đang trở thành một phương thức quản lý chất lượng được áp dụng rộng rãi trên thế giới từ thập niên 1990. Quy định tạm thời về kiểm định chất lượng trường đại học của Bộ Giáo dục và Đào tạo được ban hành sau gần 2 năm dự thảo và lấy ý kiến góp ý của các trường đại học và các chuyên gia trong và ngoài Việt Nam. Với quy định này, lần đầu tiên trong lịch sử giáo dục của mình, Việt Nam đã có được một bộ tiêu chuẩn rõ ràng, cơ bản xác định được các yêu cầu về chất lượng liên quan đến sứ mạng, mục tiêu, cơ cấu, điều kiện nguồn lực, và các mặt hoạt động của một trường đại học. Tiếp theo, trong vòng gần 3 năm từ năm 2005 đến giữa năm 2007, 20 trường đại học Việt Nam, gồm 18 trường công lập cùng 2 trường dân lập được xem là thuộc tốp đầu trong hệ thống đại diện cho các khu vực địa lý trên toàn quốc, đã được chọn để thí điểm đánh giá theo bộ tiêu chuẩn đã ban hành. Sau khi áp dụng với 20 trường, bộ tiêu chuẩn tạm thời đã được điều chỉnh, bổ sung để trở thành bộ tiêu chuẩn chính thức được Bộ Giáo dục và Đào tạo Việt Nam ban hành vào tháng 11/2007.

## Áp dụng học chế tín chỉ (1993-nay)
Vào năm 1992 Vụ Đại học Bộ giáo dục và đào tạo Việt Nam đã gợi ý cho Đại học Tổng hợp Hà Nội, tiền thân của Đại học quốc gia Hà Nội, áp dụng học chế tín chỉ, nhưng đã bị từ chối. Từ niên khoá 1993-1994, khi những khó khăn chung của đất nước và của các trường đại học dịu bớt, Bộ giáo dục và đào tạo Việt Nam khuyến khích các trường đại học cải tiến học chế học phần để có học chế học phần triệt để hơn, tiến tới áp dụng hoàn toàn Phương pháp đào tạo theo hệ thống tín chỉ. Nơi đầu tiên thực hiện quá trình chuyển đổi này là Trường Đại học Bách khoa thành phố Hồ Chí Minh (niên khóa 1993-1994). Sau đó một năm (niên khóa 1994-1995) các trường Trường Đại học Đà Lạt, Trường Đại học Cần Thơ, Trường Đại học Thủy sản Nha Trang cũng áp dụng học chế tín chỉ. Tiếp theo là một khoa của Trường Đại học Xây dựng Hà Nội, Trường Đại học Dân lập Thăng Long...Để tăng tính liên thông của hệ thống giáo dục đại học Việt Nam và hội nhập với giáo dục đại học thế giới, trong những năm gần đây Nhà nước Việt Nam đã đưa ra chủ trương mở rộng áp dụng học chế tín chỉ. Trong Quy hoạch mạng lưới trường đại học, cao đẳng giai đoạn 2001-2010 được Thủ tướng Chính phủ phê duyệt theo Quyết định 47/2001/QĐ-TT có nêu: các trường cần thực hiện quy trình đào tạo linh hoạt, từng bước chuyển việc tổ chức quy trình đào tạo theo niên chế sang học chế tín chỉ. Trong Báo cáo về Tình hình Giáo dục của Chính phủ trước kỳ họp Quốc hội tháng 10 năm 2004 lại khẳng định mạnh mẽ hơn: Chỉ đạo đẩy nhanh việc mở rộng học chế tín chỉ ở các trường đại học, cao đẳng, trung học chuyên nghiệp và dạy nghề ngay từ năm học 2005-2006, phấn đấu để đến năm 2010 hầu hết các trường đại học, cao đẳng đều áp dụng hình thức tổ chức đào tạo này.
Giáo dục Việt Nam đang khẩn trương xây dựng một lộ trình chuyển đổi từ học chế học phần sang học chế tín chỉ trong toàn bộ hệ thống giáo dục đại học nhằm tiếp thu triệt để tinh hoa của nền giáo dục tiên tiến của thế giới, đồng thời kết thúc thời kì tồn tại hai phương thức đào tạo song song gây khó khăn trong việc đánh giá sinh viên học theo hai phương thức này với hai thang điểm khác nhau (thang điểm 10 và thang điểm 4) mà chưa có một công thức quy đổi điểm thống nhất trong cả nước.
Ngày 18 tháng 6 năm 2012, Quốc hội lần đầu tiên thông qua Luật Giáo dục Đại học, đưa ra "quy định về tổ chức, nhiệm vụ, quyền hạn của cơ sở giáo dục đại học, hoạt động đào tạo, hoạt động khoa học và công nghệ, hoạt động hợp tác quốc tế, bảo đảm chất lượng và kiểm định chất lượng giáo dục đại học, giảng viên, người học, tài chính, tài sản của cơ sở giáo dục đại học và quản lý nhà nước về giáo dục đại học." 

## Mức độ hiệu quả
Từ năm 2004 giáo dục đại học hướng vào mục tiêu đào tạo 400 sinh viên/10.000 dân để theo kịp với nhiều nước xung quanh và trên thế giới. Hậu quả là nhiều người đậu cử nhân, hay cao học với chất lượng kém. Nó đưa đến số lượng cử nhân, thạc sĩ thất nghiệp gia tăng, chỉ riêng từ quý II cho tới hết quý IV năm 2015 đã tăng lên 26.000 người. Theo thống kê do Viện Khoa học Lao động và Xã hội (Bộ Lao động, Thương binh và Xã hội) thực hiện: Vào tháng 7 năm 2015, con số này được xác định là 178.000 cử nhân và thạc sĩ thất nghiệp. Chỉ 6 tháng sau, con số này đã là 225.500 cử nhân, thạc sĩ thất nghiệp.
Trong bài phát biểu tại hội thảo "Cách mạng công nghiệp 4.0 và giáo dục" do Hiệp hội Các trường ĐH, CĐ Việt Nam tổ chức sáng 21/10/2016, bà Phạm Thị Ly (ĐHQG TP.HCM) nêu lên vấn đề, dường như có sự chênh lệch giữa đào tạo đại học với những gì xã hội thực sự cần: "Có doanh nghiệp nước ngoài nói rằng phải mất 2 năm để xoá bớt những gì sinh viên đã học. Sau đó, mất thêm 2 năm nữa để dạy những kỹ năng mà mình cần... Hiện tại chúng ta lại đang chứng kiến hàng ngàn cử nhân thất nghiệp. Trong lúc đó, các doanh nghiệp lại phải phàn nàn họ không có đủ người làm việc cho họ".
Trong bảng xếp hạng của Xếp hạng đại học thế giới Times Higher Education năm 2018 Việt Nam không có trường đại học nào lọt vào danh sách 350 đại học hàng đầu Châu Á do các trường đại học ở Việt Nam còn yếu về mọi mặt như khả năng nghiên cứu, mức độ ảnh hưởng lên chính sách, chương trình giảng dạy, đội ngũ giảng viên, cơ sở vật chất... Sự yếu kém của hệ thống đại học Việt Nam bắt nguồn từ nhiều nguyên nhân như thiếu tự do học thuật, thiếu tự trị đại học do giới quản lý có quan điểm cho rằng Việt Nam phải duy trì một hệ thống giáo dục khác biệt và quan trọng nhất là người Việt chưa có tinh thần học tập nghiêm túc, học vì kiến thức chứ không phải vì bằng cấp.

## Nhận xét
Trần Đức Cảnh, một người có nhiều năm kinh nghiệm quản lý và xây dựng chính sách cho các Chương trình Đào tạo và Phát triển nguồn nhân lực tại bang Massachusetts (Hoa Kỳ), cũng là một doanh nhân tại Việt Nam, nói chuyện với Báo điện tử Giáo dục Việt Nam vào ngày 2.4.2016 cho là :
| “ | "... cỡ khoảng 20-22% các môn học hiện nay ở đại học là không cần thiết, không liên quan tới kiến thức chung. Trong đó mất 22% thời gian không cần thiết, và cắt đi cũng không ảnh hưởng gì tới kiến thức chung. Thay vào đó chúng ta dành 22% này cho sinh viên tự học thì tốt hơn." | ” |